# Браневський автобус
Браневський автобус діє з 1985 року. У цей час кільцевий маршрут обслуговували 12 автобусів.

## Маршрути
| Номер | Кінцева А   | Маршрут | Кінцева Б   |
| ----- | ----------- | --- | ----------- |
| 1     | Зал. Вокзал | Привокзальна пл. - вул. Кощюшкі - вул. Армії Крайової - вул. Жеромського - вул. Кролевецька - вул. Вейська - вул. Древняна - пл. Пілсудського- вул. Гданська - вул. Фромборська - вул. Монюшкі* - вул. Монюшкі* - вул. Сікорського - вул. Стефчика - вул. Стефчика - вул. Мельчарського - вул. Ельблонська - вул. Віленська - вул. Морська - вул. ПЦК - пл. Грунвальду - Алея Війська Польського - вул. Ельблонська - вул. Монюшки** - вул. Монюшки** - вул. Фромборська - вул. Гданьська - пл. Пілсудського - вул. Древняна - вул. Вейська - вул. Кролевецька - вул. Жеромського - вул. Армії Крайової - вул. Кощюшкі - Привокзальна пл. | Зал. Вокзал |

* 3 рази на день
** 2 рази на день

## Розклад
| Зупинка                 | F     | F     | FE    | FE    | F     |
| ----------------------- | ----- | ----- | ----- | ----- | ----- |
| Зал. Вокзал             | 06:10 | 06:35 | 07:35 | 11:20 | 15:10 |
| вул. Кощушкі            | 06:11 | 06:36 | 07:36 | 11:21 | 15:11 |
| вул. Жеромського        | 06:12 | 06:37 | 07:37 | 11:22 | 15:12 |
| вул. Древняна           | 06:14 | 06:39 | 07:39 | 11:24 | 15:14 |
| Уряд Гміни              | 06:17 | 06:42 | -     | -     | 15:17 |
| вул. Монюшки            | 06:18 | 06:43 | -     | -     | 15:18 |
| Лікарня                 | 06:19 | 06:44 | -     | -     | 15:19 |
| вул. Сікорського        | 06:21 | 06:46 | 07:42 | 11:27 | 15:21 |
| вул. Стефчика           | 06:22 | 06:47 | 07:43 | 11:28 | 15:22 |
| вул. Совінського        | 06:23 | 06:48 | 07:45 | 11:29 | 15:23 |
| вул. Мельчарського      | 06:26 | 06:51 | 07:47 | 11:32 | 15:26 |
| вул. Віленська 1        | 06:28 | 06:53 | 07:49 | 11:34 | 15:28 |
| Скуртекс                | 06:29 | 06:54 | 07:50 | 11:35 | 15:29 |
| вул. Віленська 2        | 06:30 | 06:55 | 07:51 | 11:36 | 15:30 |
| вул. Морська            | 06:31 | 06:56 | 07:52 | 11:37 | 15:31 |
| вул. ПЦК                | 06:32 | 06:57 | 07:53 | 11:38 | 15:32 |
| алея Війська Польського | 06:33 | 06:58 | 07:54 | 11:39 | 15:33 |
| вул. Вармінська         | 06:34 | 06:59 | 07:55 | 11:40 | 15:34 |
| вул. Ельблонська        | 06:35 | 07:00 | 07:56 | 11:41 | 15:35 |
| Уряд Гміни              | -     | -     | 07:57 | 11:42 | -     |
| вул. Монюшки            | -     | -     | 07:58 | 11:43 | -     |
| Лікарня                 | -     | -     | 07:59 | 11:44 | -     |
| вул. Древняна           | 06:38 | 07:03 | 08:03 | 11:48 | 15:38 |
| вул. Жеромського        | 06:40 | 07:05 | 08:05 | 11:50 | 15:40 |
| вул. Кощюшкі            | 06:42 | 07:07 | 08:07 | 11:52 | 15:42 |
| Зал. Вокзал             | 06:43 | 07:08 | 08:08 | 11:53 | 15:43 |

- F — курсує лише в будні
- E — не курсує влітку